# Trionymus mori
Trionymus mori är en insektsart som beskrevs av Lobdell 1930. Trionymus mori ingår i släktet Trionymus och familjen ullsköldlöss. Inga underarter finns listade i Catalogue of Life.